# 崎山 (竹富町)
崎山（さきやま）は、沖縄県八重山郡竹富町の西表島南西部の字。2018年8月31日現在の人口は0人。郵便番号907-1543。

## 地理
西表島の最西端に当たり、西表島の南西部にある無人島・仲の神島も字崎山に含まれる。 西表島の南西側から突き出す崎山半島一帯が字崎山となっており、琉球民謡の一つ・崎山節でその名を知られる。崎山半島の西端にヌパン崎・パイミ崎が、北側の崎山湾東側にウルチ崎が、崎山半島南側に落水崎がみられる。東側で西表と隣接する。
かつては東に網取・南に鹿川などの小集落が大字崎山の下に小字として存在したが、いずれも1972年の沖縄返還よりも以前に廃村となっており、2018年現在では定住者は存在しない。
1983年6月28日以降、崎山湾の一部が崎山湾自然環境保全地域に指定されている崎山湾に注ぐウボ川・パイタ川の河口にはマングローブの自生が見られる。しかし、いずれも800m前後の小河川であるため、湾内への陸水の広がりは少ない。

### 河川
- ウボ川 - 崎山湾に注ぐ。
- パイタ川 - 崎山湾に注ぐ。
- 崎山川 - 崎山湾に注ぐ。
- アヤンダ川 - 網取湾に注ぐ。
- ウビラ川 - 西表島南海岸に注ぐ。

### 海洋
- 崎山湾
- 鹿川湾
- 網取湾

## 歴史
元は琉球王国時代の17世紀に波照間島の島民を強制移住させた開拓村であり、西表島北西部の祖納に置かれていた番所の監督下に在った網取・鹿川の2集落を割譲して崎山に新設した番所の監督下に置いた。明治から大正にかけて西表炭坑の採掘が盛んとなった時期には、上原でマラリアが流行して採掘を中止したことに伴う代替地として崎山でも採掘が行われていた。
崎山集落は太平洋戦争の終結後、沖縄がアメリカ占領下となった後の1948年に廃村となり崎山集落の住民は多くが網取へ移住したが、網取集落も1971年に廃村となった。

## 産業
崎山湾の主産業は漁業であり、海草帯で冬季に三枚刺網漁が行われ、サンゴ礁域では追込み漁・電灯潜り漁・一本釣り・採貝・採藻などが行われている。また、観光資源として西表島だけでなく石垣島のダイビングショップからもスキューバダイビングスポットとして利用されている。

## 交通
公共交通は存在しない。ウルチ崎付近はシーカヤックの難所として知られる。東海大学地域研究センターのある網取湾に桟橋が設けられている。

## 施設
- 東海大学沖縄地域研究センター網取施設[3] - 網取湾に面する。旧・竹富町立網取小中学校の敷地を利用している。